# Karczmiska
Karczmiska è un comune rurale polacco del distretto di Opole Lubelskie, nel voivodato di Lublino.
Ricopre una superficie di 95,21 km² e nel 2004 contava 6 272 abitanti.